# Kvartet za kraj vremena
Kvartet za kraj vremena (fra. Quatuor pour la fin du temps), djelo Oliviera Messiaena skladan za kvartet: klarinet, violinu, violončelo i glasovir. Praizvedba je bila u zarobljeničkom logoru u Görlitzu 1941. godine.
Potakao je hrvatske glazbenik za skladanje novih skladbi na programu hrvatskoga ratnog koncerta 1991.  Za kontinuitet hrvatskog glazbenog stvaralaštva , prikladno korespondirajući s trenutkom hrvatske ratne zbilje 90-ih godina prošlog stoljeća.